# Kurt Kuschela
Kurt Kuschela (Berlim, 30 de setembro de 1988) é um velocista alemão na modalidade de canoagem.
Foi vencedor da medalha de Ouro em C-2 1000 m em Londres 2012 junto com o seu companheiro de equipe Peter Kretschmer.